# اسب (فیلم ۱۳۸۴)
اسب فیلمی تلویزیونی به کارگردانی و نویسندگی بابک محمدی و تهیه‌کنندگی محمدصادق آذین ساخته سال ۱۳۸۴ است.

فیلم تلویزیونی «اسب» از محصولات «سیمافیلم» است.

## خلاصه فیلم
تله‌فیلم «اسب» ماجرای آشنایی جوان بیمار افسرده‌ای با اسب پیر رانده شده‌ای در شمال ایران است که به بازیافتن سلامتی و امید به زندگی جوان ختم می‌شود.

## جشنواره‌ها
- فیلم اسب در نخستین دوره جشنواره فیلمهای تلویزیونی سیما حضور داشته است.[۶]
- فیلم اسب در بیست و چهارمین دوره جشنواره فیلم فجر (۱۳۸۴) حضور داشته‌است.[۷]